# Tillandsia glabrior
Tillandsia glabrior är en gräsväxtart som först beskrevs av Lyman Bradford Smith, och fick sitt nu gällande namn av López-ferr., Espejo och Ivón Mercedes Ramírez Morillo. Tillandsia glabrior ingår i släktet Tillandsia och familjen Bromeliaceae. Inga underarter finns listade i Catalogue of Life.